# Бунин, Алексей Фёдорович
Алексей Фёдорович Бу́нин (18 мая 1911, Гилев-Лог — 6 ноября 1967, Киев) — советский актёр театра и кино. Лауреат Сталинской премии третьей степени (1952).

## Биография
Родился 5 (18 мая) 1911 года в селе Гилев-Лог (ныне Романовский район (Алтайский край)). С 1930 по 1933 год проходил обучение в Кемерово в театральной студии «Пролеткульта».
С 1931 года до 1934 года работал в Сталинском городском театре. Затем до 1948 года работал в МДТ имени А. С. Пушкина. Впоследствии работал во ВАТД имени А. В. Луначарского, ТДТ имени А. В. Луначарского и во МХАТе. С 1954 года и до самых своих последних дней работал в Киеве в КАТРД имени Л. Украинки.

## Семья
Дочь — актриса Ирина Бунина.

## Роли в театре

### МХАТ
- «Домби и сын» (по книге Диккенса)[1]

## Роли кино
- 1955 — В один прекрасный день — Трофим Степанович Коляда, председатель колхоза
- 1956 — Дети солнца (фильм-спектакль) — Назар
- 1957 — Крутые ступени — управляющий
- 1957 — Орлёнок — полицай Пыка
- 1958 — Обгоняющая ветер — боцман
- 1958 — Сашко — кассир
- 1958 — Киевлянка — Корней Васильевич Святоха, рабочий-арсеналец, друг Якова Середы
- 1959 — Григорий Сковорода — академик
- 1960 — Крепость на колёсах — Остап Корнеевич, отец Нади
- 1960 — Наследники — Корней Васильевич Святоха, рабочий-арсеналец, друг Якова Середы
- 1963 — Юнга со шхуны «Колумб» — представитель госбезопасности
- 1965 — Гадюка
- 1967 — Непоседы — начальник засолочной базы

## Награды и премии
- Медаль «За трудовое отличие» (24 ноября 1960 года) — за выдающиеся заслуги в развитии советской литературы и искусства и в связи с декадой украинской литературы и искусства в гор. Москве[2].
- Сталинская премия третьей степени (1952) — за исполнение роли в спектакле «В Лебяжьем» Д. П. Девятова на сцене Тамбовского драматического театра